# グルームパーティー
『グルームパーティー』は、川島よしおによる日本の4コマ漫画作品。『週刊少年チャンピオン』（秋田書店）にて、1995年（平成7年）6・7合併号から1999年（平成11年）31号まで連載された川島のデビュー作である。少年誌にしては、エロスと1960年代から1970年代にかけての風俗、ヤクザ映画ネタ、さち子やさそり等のキャラもの4コマがある。単行本は全5巻。

## 構成
一回4ページで、基本的に1ページに2つの4コマ漫画を載せるスタイル。たまにストーリー物がある。基本的に掲載位置は巻末。現在まで続く、週刊少年チャンピオン巻末のショートショート枠の元祖。

## 内容
おさなづま→連続漫画けものみち→つづれおり
幼稚園児に満たない幼な妻佐智子（通称:さっちゃん、着ぐるみ大好き）の嫁入りと結婚生活を描く。その後、旦那が前妻と駆け落ち。前妻の子・杳子を引き取り、旦那の妹・美由紀との3人暮らしに。さっちゃんは家族のため、職を転々としながら苦労して暮らしていくことになる。
さそり
目つきが悪く、無口で巧妙ないたずらのやり手の子供。オチは「さ、さそり!」でしめられていたが、だんだん間抜けになっていく。ウサギと意思疎通ができる。後にそっくりなさそりママが登場。サソリのプリントされたパンツを履いている。名前をネタにしたエピソードもあり、キャラクターは、映画『女囚さそりシリーズ』の主人公・松島ナミのオマージュと思われる。
ボンデージガール
一応、正義の味方だが、ボンデージに手首を縛られた亀甲縛りで来るため、役に立たない。
リアルワカメちゃん
『サ○エさん』の磯野ワカメが学校にリアルで転校してきたら…で展開する。四六時中、パンチラで色気ムンムン。
鼻脂
鼻の脂が非常に溜まった人たちの物語。
日本の歴史
日本の名作文学（平家物語等）をヤクザのしのぎに例えて紹介する。
ヤンキー転校生
幅を利かすヤンキーの転校生が調子に乗らないように、無名のブランドで脅す地元の高校生。
かえで
漫画『あずみ』のパロディ。自分は、男だと言い張るくのいちが敵に捕まり、女である証拠を攻められる。
巨大ふぐり
様々なピンチ（例えば火事でマットが無いなど）を巨大なふぐりで救う男の物語
スケスケ教師
服が透けている教師がクラスの難題に立ち向かう。